# 黒の詩人
『黒の詩人』（くろのしじん、原題：英: The House in the Oaks）は、アメリカ合衆国のホラー小説家オーガスト・ダーレスが1971年に発表した短編小説である。クトゥルフ神話の1つである本作のタイトルは、ジャスティン・ジョフリを強調する意訳邦題になっている。本作はロバート・E・ハワードの未完の遺稿にダーレスが補作したものであり、ハワードが創造した狂詩人ジャスティン・ジョフリに焦点を当てている。
東雅夫は『クトゥルー神話辞典』にて「W・H・ホジスンの『異次元を覗く窓』と一脈通じる設定下に、ジャスティン・ジョフリの創作の秘密を明かした興味尽きない作品」と解説している。
語り手を務めるキロワンは『墓はいらない』の語り手や"The Haunter of the Ring"のジョン・キロワンと同一人物だという説もある。東はまた、本作のジェームズ・コンラッドを、ハワードの過去作品のジョン・コンラッドと同一人物とみられると判断している。

## あらすじ
ニューヨークの天才詩人ジャスティン・ジェフリーは、10歳の時にキャッツキル山脈のオールド・ダッチタウン村にある、頑丈なオークに囲まれた廃屋で一夜を過ごしたことをきっかけに悪夢にうなされるようになった。ジャスティンの性格はそれまでと一変し、病み憑かれたような感性に目覚め詩人として天才的な才能を発揮するも、1926年に21歳で夭折する。
ジェームズ・コンラッドはジャスティンに興味を抱き、血筋ではなく後天的に目覚めたであろう、狂気と詩才の秘密を探る。コンラッドは、10歳のジャスティンを変えた出来事と場所を突き止める。コンラッドが入手した家の写真を見たキロワンは、絵で見たことがあった。2人は絵を描いた画家スカイラーを加えて、実際にオールド・ダッチタウンの家を見に行く。さびれた村の不毛の土地に、陰鬱なオーク林と古い家があった。家はドアにも窓にも頑丈な閂がかかっており、誰も入れない。キロワンは不気味に思うだけであったが、コンラッドは風と冷気を体感するほどに異質な雰囲気を感じ取る。スカイラーは壊してでも入ろうとするが、コンラッドに止められて手を引く。
3人は帰るが、コンラッドは家でジャスティンと同じように一夜を過ごしてみようと考え、独りでこっそり引き返し、閂を壊して中に押し入る。家の中には、骸骨が椅子に腰かけており、暖炉には焼き捨てられた文書の痕跡があった。夜が更け、濃霧が出てきて、星明りが消え暗闇になると、コンラッドは窓の外に異界の光景が幻覚として見え始める。コンラッドは、これを10歳のジャスティンも見たのだということを確信する。そしてコンラッドは、巨大な顔と炎のように燃える眼を目撃する。
以来コンラッドは悪夢にうなされるようになる。一週間後、やつれたコンラッドは、キロワンのもとを訪れ、死を覚悟していることを伝える。コンラッドはオークの森の家に放火した後、自殺する。

## 主な登場人物・用語
- キロワン -主人公の一人。 語り手。コンラッドやスカイラーよりも鈍感で、家を見ても不気味に思う程度であった。
- ジェームズ・コンラッド - 主人公の一人。ジェフリーに興味を持ち、詩才と狂気の秘密を突き止めようとする。
- ハンフリー・スカイラー - 画家。気難しい芸術家。奇怪な絵を好んで描く。オークの家に異常性を感じ取り絵に描いた。
- ジャスティン・ジェフリー[注 1] - 勤勉で退屈な商人の一族から突然現れた、例外の天才詩人。17歳で詩人として成功を得るも、悪夢に苛まれ続け精神病院で狂死する。
- 「オーク林の家」 - 土地の所有権も曖昧な状態で、50年以上無人で封鎖されている廃屋。かつてオランダ人一家が住んでいた。頑丈なオークが伐採しづらいこともあり、なおさら放置されている。

## 収録
- 『真ク・リトル・リトル神話大系9』国書刊行会、佐藤嗣二訳
- 『新編真ク・リトル・リトル神話大系5』国書刊行会、佐藤嗣二訳

## 関連作品
- 黒の碑 - ハワードのオリジナル神話。ジャスティンについて言及がある。黒の碑とオーク林の家は、同様に異界の戸口。フォン・ユンツトの言葉で言い換えると「鍵」。